# Gary Raymond
Gary Raymond (Brixton, 20 aprile 1935) è un attore britannico.

## Biografia
Ha debuttato ufficialmente nel cinema con il ruolo di Cliff Lewis, secondo protagonista al fianco di Richard Burton e Claire Bloom del film I giovani arrabbiati (1959), diretto da Tony Richardson, adattamento della commedia di John Osborne Ricorda con rabbia (1958).
Altre sue apparizioni sono quelle in La spada di D'Artagnan (1958), Improvvisamente, l'estate scorsa (1959), El Cid (1961), Playboy of the Western World (1963), Gli Argonauti (1963) e La più grande storia mai raccontata (1965), quest'ultimo con l'interpretazione dell'apostolo Pietro.
In America, Raymond è conosciuto per aver partecipato alla serie televisiva La pattuglia del deserto, trasmessa dal 1966 al 1968. Dalla fine degli anni '60 in poi ha continuato a recitare in ruoli minori al cinema ed in televisione.
Nel 1961 ha sposato l'attrice Delena Kidd, dalla quale ha avuto tre figli. La più giovane di essi è l'attrice Emily Raymond, moglie dell'attore britannico Ben Miles.

## Filmografia parziale

### Cinema
- La spada di D'Artagnan (The Moonraker), regia di David MacDonald (1958)
- I giovani arrabbiati (Look Back in Anger), regia di Tony Richardson (1959)
- Improvvisamente, l'estate scorsa (Suddenly, Last Summer), regia di Joseph L. Mankiewicz (1959)
- La miliardaria (The Millionairess), regia di Anthony Asquith (1960)
- El Cid, regia di Anthony Mann (1961)
- Playboy of the Western World, regia di Brian Desmond Hurst (1963)
- Gli Argonauti (Jason and the Argonauts), regia di Don Chaffey (1963)
- Grande rapina alla torre di Londra (Das Verrätertor), regia di Freddie Francis (1964)
- La più grande storia mai raccontata (The Greatest Story Ever Told), regia di George Stevens (1965)
- Massacre Harbor, regia di John Peyser (1968)
- God's Outlaw, regia di Tony Tew (1986)
- The Foreigner - Lo straniero (The Foreigner), regia di Michael Oblowitz (2003)

### Televisione
- Robin Hood (The Adventures of Robin Hood) – serie TV, episodio 3x19 (1958)
- Il Santo (The Saint) – serie TV, episodio 4x08 (1965)
- La pattuglia del deserto (The Rat Patrol) – serie TV, 58 episodi (1966-1968)
- Attenti a quei due (The Persuaders!) – serie TV, episodio 1x22 (1972)
- House of the Dragon – serie TV, episodi 1x01-1x05 (2022)

## Doppiatori italiani
Nelle versioni in italiano delle opere in cui ha recitato, Gary Raymond è stato doppiato da:
- Cesare Barbetti in Gli Argonauti, La più grande storia mai raccontata
- Massimo Turci in Improvvisamente l'estate scorsa, La miliardaria
- Pino Locchi in El Cid
- Manlio De Angelis in Attenti a quei due
- Vittorio Di Prima in The Foreigner - Lo straniero
- Davide Marzi in House of the Dragon